# 린셰핑시

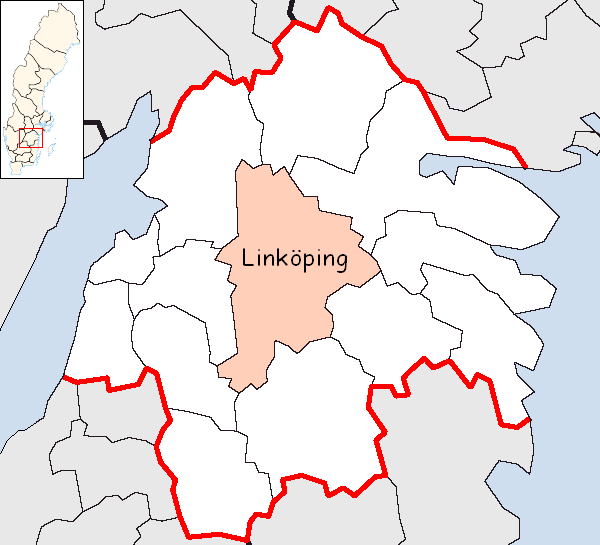
린셰핑 시의 위치

린셰핑시(스웨덴어: Linköpings kommun)는 스웨덴 외스테르예틀란드주에 위치한 지방 자치체로 행정 중심지는 린셰핑(외스테르예틀란드 주의 주도)이며 면적은 1,568.26km2, 인구는 155,817명(2016년 12월 31일 기준), 인구 밀도는 99명/km2이다.

시 문장